# Serenity (film 2005)
Serenity – pełnometrażowy film z 2005 będący kontynuacją serialu "Firefly" w reżyserii Jossa Whedona. Scenariusz do filmu otrzymał nagrodę Hugo w kategorii najlepsza prezentacja dramatyczna (długa forma) w 2006 roku.

## Opis fabuły
Akcja filmu rozgrywa się po wydarzeniach ukazanych w serialu. Inara Serra opuściła już pokład statku, Shepherd Book osiadł na stałe na jednej z planet, zaś cała reszta załogi wraz z lekarzem, Simonem Tamem, i jego siostrą, River, dalej przemierza kosmos w poszukiwaniu przemytniczych kontraktów i prowadzi życie wolnych wędrowców. Tym razem akcja filmu toczy się wokół River Tam, która znajduje się w centrum zainteresowania „Sojuszu". Parlament powierza zadanie schwytania uciekinierki specjalnemu agentowi o wysokiej randze, który nie cofnie się przed niczym, aby to zrobić. Okazuje się bowiem że River nie jest tylko zwykłą schorowaną dziewczyną, lecz posiada niesamowite umiejętności oraz niewygodne informacje o „Sojuszu", z powodu których jest ścigana przez całą armię. Załoga statku postanawia rozwikłać jej tajemnicę i dowiedzieć się prawdy, co sprowadza na nich ciąg niebezpiecznych przygód.